# Nyssocarinus humeralis
Nyssocarinus humeralis là một loài bọ cánh cứng trong họ Cerambycidae.